# 61 км (зупинний пункт, Полтавська дирекція Південної залізниці)
61 км — пасажирський залізничний зупинний пункт Полтавської дирекції Південної залізниці розташований на лінії Хвилівка — Пр́илуки між станціями Галка (17 км) та Прилуки (3 км). Розташований на західному краї Прилук.
Точна дата відкриття не встановлена. Відкрита у 1990-х роках. Зупиняються приміські дизель-поїзди.